# Turanostyphrus ignoratus
Turanostyphrus ignoratus är en skalbaggsart som beskrevs av Alexey K. Tishechkin 2005. Turanostyphrus ignoratus ingår i släktet Turanostyphrus och familjen stumpbaggar. Inga underarter finns listade i Catalogue of Life.